# Коньшина, Галина Павловна
Гали́на Па́вловна Ко́ньшина (род. 17 декабря 1951, Барнаул, Алтайский край, РСФСР, СССР) — российская актриса театра, кино, телевидения и эстрады (разговорный жанр).
Заслуженная артистка Российской Федерации (2001).

## Биография
Галина Коньшина родилась 17 декабря 1951 года в Барнауле. На самом деле Галина родилась 6 декабря, но из-за сорокаградусных морозов отец пошёл оформлять свидетельство об её рождении только 17 декабря.
В школьные годы занималась художественной самодеятельностью, ходила в театральную студию. Довольно рано начала пародировать соседей, учителей, а также популярных эстрадных исполнителей Клавдию Шульженко и Майю Кристалинскую.
В 1974 году окончила актёрский факультет Государственного института театрального искусства имени А. В. Луначарского (ГИТИС) (мастерская Всеволода Порфирьевича Остальского).
Получив диплом актрисы театра и кино, вместе с мужем, режиссёром Юрием Владимировичем Непомнящим, создали «Театр маленьких комедий», в котором играли как одноактные французские пьесы, так и комедийные и остросатирические миниатюры отечественных авторов. Театр объездил с гастролями весь бывший СССР, однако в 1987 году был закрыт. 
В 1979 году принимала участие во Всесоюзном конкурсе артистов эстрады, главную награду (третью премию, так как две первые премии не присуждались) которого в речевом жанре разделила с Яном Арлазоровым.
С 1988 по 1994 годы снималась в юмористической телепередаче «Аншлаг».
С 1990 по 2001 годы — артистка Московского концертного объединения «Эстрада».
В 1993—1996 годах играла в Московском государственном драматическом театре «Сопричастность».
Всенародную известность Галина Коньшина получила после участия в пародийном юмористическом шоу «Первого канала» «Большая разница», где пародировала Татьяну Толстую, Татьяну Тарасову, Нонну Мордюкову, Елену Малышеву, Валерию Новодворскую и других известных персон, заслужив признание и любовь телезрителей.
Также в разные годы снималась в программах «Вокруг смеха», «Смехопанорама», «Кубок юмора», «Глухарь-шоу».
Активно снимается в кино, гастролирует по России с антрепризными спектаклями «Вы не по адресу» и «Фаина Раневская».

## Творчество

### Фильмография
1. 1991 — «Кровь за кровь» — эпизод
2. 2004 — «Жизнь кувырком» — эпизод
3. 2007 — «Служба доверия» (серия № 8 «Дурная наследственность») — врач
4. 2008 — «Глухарь» (серии № 28, 31 и 39) — Ольга Алексеевна, начальник милиции общественной безопасности (МОБ)
5. 2009 — «Глухарь. Продолжение» (серия № 19 «Каждый сам за себя») — Ольга Алексеевна, начальник милиции общественной безопасности (МОБ)
6. 2009 — «Универ» — преподавательница юрфака (66 серия)
7. 2009—2010 — «Папины дочки» — Роза Львовна, регистратор в ЗАГСе
8. 2010 — «Закон и порядок. Отдел оперативных расследований 4» (серия № 23 «Кровавый след») — мать Дениса Клинцова
9. 2011 — «All inclusive, или Всё включено» — отдыхающая в Турции, всё время повторяющая: «Валера, я здесь!»
10. 2011 — «Ёлки 2» (новелла «Амнезия, или Что такое ЗГ?») — Наталья, мать Ольги Кравчук, невесты Бориса Воробьёва
11. 2011 — «Жуков» — Лариса, модельер
12. 2011 — «Крутые берега» — Людмила Борисовна Субботина
13. 2011 — «Ласточкино гнездо» — Гертруда, мать Вити
14. 2011 — «Метод Лавровой» (фильм № 17 «Ключи от палаты № 6») — Ирина Борисовна Локтева, продавщица
15. 2012 — «Бигль» (серия № 2 «Паранойя») — Екатерина Фёдоровна, мать Аристова
16. 2012 — «Проснёмся вместе?» — Галина Владимировна, свекровь Юлии
17. 2012 — «Следственный комитет» (фильм № 4 «Королевство откатов», серии № 7-8) — Наталья Борисовна Кириллова, генерал ФСБ России в отставке, руководитель «банды фармацевтов» в ФФОМС
18. 2012 — «Пока цветёт папоротник» — проводник поезда
19. 2013 — «Ясмин» — жена
20. 2013 — «Всё включено 2» — тётка
21. 2013 — «Не бойся, я с тобой! 1919» (Азербайджан, Россия) — Роза, супруга директора цирка-шапито Григория Яковлевича Шапиро
22. 2014 — «Москва. Три вокзала» (серия № 177 «Комиссар Джек») — Алла Германовна, жена депутата
23. 2014 — «УГРО. Простые парни 5» (фильм № 1 «Сила убеждения») — тётя Галя, продавец кваса
24. 2014 — «Ёлки лохматые» — бабушка Анастасии
25. 2015 — «Весеннее обострение» — Лариса Багировна, консьержка
26. 2016 — «Точки опоры» — Карелия Яновна Сусликова, отдыхающая в пансионате
27. 2016 — «Мамочки» — регистратор в ЗАГСе
28. 2016 — «Крыша мира» — Елизавета, отдыхающая
29. 2017 — «Алтарь Тристана» — Римма Аркадьевна, известный театральный критик, преподаватель зарубежной литературы
30. 2018 — «СеняФедя» — Антонина Петровна, владелица квартиры Феди
31. 2018 — «Дуэт по праву» — Клавдия Матвеевна, бабушка майора полиции Татьяны Титовой, прабабушка Полины
32. 2024 — «Молот ведьм» — Агриппина, торговка на площади

### Озвучиваниемультфильмов
2001 — «Дора-дора-помидора» — Заяц; Ёжик; Коровка; Цыплёнок.

### Работы в театре

#### Московский государственный драматический театр «Сопричастность»
- «Любовь книга золотая» — Екатерина II
- «Мария Стюарт» — Елизавета

Театриум на Серпуховке п/р Терезы Дуровой «Два мужа по цене одного» — тётя Нина

#### Антрепризы
- «Вы не по адресу» — Жоржетта
- «Фаина Раневская» — Фаина Раневская

### Пародии

#### Объекты пародий в «Большой разнице»
- Хорхе Гарсиа в роли Хёрли в «Остаться в живых»
- Марина Голуб (36, 50 выпуск)
- Анастасия Заволокина (16 выпуск)
- Елена Малышева (2 и 5 выпуск)
- Светлана Моргунова (10 выпуск)
- Валерия Новодворская (1 выпуск)
- Елена Папанова (23 выпуск)
- Людмила Полякова (20 выпуск)
- Эдвард Радзинский
- Ада Роговцева (16 выпуск)
- Екатерина Старшова (6 выпуск)
- Елена Степаненко (9 выпуск)
- Роза Сябитова (4 выпуск)
- Татьяна Тарасова (1 и 14 выпуск)
- Галина Тимошенко (16 выпуск)
- Татьяна Толстая (1, 3 и 13 выпуск)
- Лариса Удовиченко (12 выпуск)
- Анна Шатилова (1 выпуск)

#### Другие объекты пародий
- Лия Ахеджакова
- Виталий Вульф
- Людмила Гурченко
- Нонна Мордюкова
- Алиса Фрейндлих
- Татьяна Доронина

## Признание

### Государственные награды
- 2001 — почётное звание «Заслуженный артист Российской Федерации» — «за заслуги в области искусства»[1].

### Общественные награды
- 1979 — третья премия (две первые не присуждались) в речевом жанре Всесоюзного конкурса артистов эстрады (разделила награду с Яном Арлазоровым).